# Platysenta agnonia
Platysenta agnonia là một loài bướm đêm trong họ Noctuidae.